# Rockwell (Carolina del Nord)
Rockwell è una città degli Stati Uniti d'America situata nella Carolina del Nord, nella Contea di Rowan.